# Trieces nitifrons
Trieces nitifrons är en stekelart som först beskrevs av Thomson 1887.  Trieces nitifrons ingår i släktet Trieces och familjen brokparasitsteklar. Arten är reproducerande i Sverige. Inga underarter finns listade i Catalogue of Life.